# Ithaca M37
Die Ithaca Model 37 ist eine US-amerikanische Flinte, die in verschiedenen Versionen für Jagd, Sport und den Polizei- und Militäreinsatz gefertigt wurde.

## Geschichte
In den frühen 1930ern kam die Firmenleitung der Ithaca Gun Company zu dem Schluss, dass die bislang von der Firma produzierten Doppelflinten keine große Zukunft am Markt haben und beschloss daraufhin, eine Repetierflinte in die Produktpalette aufzunehmen. Da bereits verschiedene Modelle anderer Hersteller auf dem Markt waren, entschloss man sich, zwei dieser Modelle näher zu betrachten; es handelte sich hierbei um die Winchester Model 1912 und die Remington Model 17.
Man entschied sich für die Remington, vermutlich, weil die der Konstruktion zugrunde liegenden Browning-Patente zum 15. Juni 1932 ausliefen und Ithaca somit freie Hand hätte, eine entsprechende Waffe zu vermarkten. Die Konstruktion der neuen Waffe stammte von Harry Howland, ein Patent für den „Firing Mechanism for a Pump Gun“ wurde am 15. März 1932 erteilt.
Die neue Waffe sollte unter der Bezeichnung „Model 1933 Repeater“ auf den Markt kommen. Es stellte sich jedoch heraus, dass es neben den Browning-Patenten noch ein Patent von J.D. Pedersen existiert, das auf die Konstruktion anwendbar war. Remington hatte sich 1925–26 mit Pedersen auf eine Zahlung pro Waffe für die Nutzung des Patentes geeinigt.
Das Pedersen-Patent lief erst am 7. Oktober 1936 aus. Ithaca stellte daher die Produktion der Model 33 ein, traf aber alle Vorkehrungen, ab dem 1. Januar 1937 die unter dem Howland-Patent beschriebene Waffe als „Ithaca Repeater“ zu vermarkten.
Im Februar gingen erste Waffen an die Autoren der größten zeitgenössischen Waffen- und Jagdzeitschriften der USA. Im April 1937 begann dann die Auslieferung.
Aufgrund der Erfahrungen, die man bei Ithaca seit 1883 mit Flinten hatte, wurden zunächst drei Versionen der Model 37 angeboten:
- Standard Grade Repeater, Model 37 (das Basismodell)
- Skeet Grade Repeater, Model 37S (Lauf mit ventilierter Schiene und groß dimensioniertem Vorderschaft)
- Trap Grade Repeater, Model 37T (ähnlich der 37S, aber mit Rückstoßpolster aus Gummi und längeren Läufen)

Alle drei Modelle wurden zunächst nur im Kaliber 12 angeboten. Ab 1938 wurden alle drei Modelle auch im Kaliber 16 angeboten. Die angebotenen Lauflängen sind abhängig vom Kaliber. Die Systemkästen sind mit einer Rollgravur verziert, die zwei auffliegende Fasane und einen Hund auf der rechten Waffenseite, drei auffliegende Enten auf der linken Waffenseite zeigt.
1939 erschien der „Ithaca Featherlight Standard Grade Repeater“ in Kaliber 20. Die Bezeichnung „Featherlight“ war zunächst auf dieses Modell beschränkt, wurde aber später für alle Model-37-Versionen verwendet, obwohl auch die Model 37S und 37T auch ab 1939 im Kaliber 20 angeboten wurden.
1940 folgte eine weitere Version:
- Solid Rib Grade Repeater, Model 37R

Die Model 37R wurde ebenfalls in den Kalibern 12, 16 und 20 angeboten.

### Zweiter Weltkrieg
Während des Zweiten Weltkriegs produzierte die Ithaca Gun Company M1911A1-Pistolen und Flinten Model 37 für die US-Streitkräfte, darunter Versionen mit 66-cm-Lauf mit Handschutz und Bajonett-Adapter sowie mit 76-cm-Lauf, alle in Kaliber 12. Aufgrund der Kriegsproduktion wurde 1942 die Produktion und der Verkauf an Privatpersonen eingestellt, aber 1946 wieder aufgenommen.

### Nachkriegszeit
Es folgten die „Deluxe“ und „Supreme“-Ausführungen der Grundversionen, die sich aber nur in der Qualität der Ausstattung von diesen unterscheiden.
1959 brachte Ithaca die Model 37 Deerslayer (etwa: Hirschtöter) auf den Markt. Die Deerslayer war mit einem Lauf ausgestattet, der speziell auf die Verwendung von Flintenlaufgeschossen bei der Hirschjagd ausgerichtet war. Der Höchstdurchmesser für Flintenlaufgeschosse war vom Sporting Arms and Ammunition Manufacturers’ Institute festgeschrieben worden. Die Techniker bei Ithaca entwickelten einen Lauf mit sehr engen Toleranzen um diesen Höchstdurchmesser herum und rüsteten ihn mit einer Büchsenvisierung aus. Die Deerslayer schoss somit deutlich genauer mit Flintenlaufgeschossen als normale Flinten. Angeboten wurde die Deerslayer in den Kalibern 12, 16 und 20 sowie in den Stufen Standard, Deluxe und Super Deluxe. Die Lauflänge betrug 66 cm; ab 1962 wurde auch ein 51 cm langer „Carbine Barrel“ (Karabinerlauf) angeboten.
Vor dem Hintergrund zunehmender Unruhen in den USA beschloss die Firma Ithaca Gun Company 1962, zwei Flinten für den polizeilichen und militärischen Einsatz zu schaffen und vermarkten. Bei diesen Flinten handelte es sich um die Model 37DS Police Special (DSPS), die auf der Model 37 Deerslayer basierte und die Model 37 Military & Police (M&P), die auf der Model 37 Standard Grade basierte.
1962/63 lieferte Ithaca wiederum Flinten mit Handschutz und Bajonett-Adapter an die US-Streitkräfte, die allerdings diesmal auf der M&P basierten.
Während die DSPS für die Verwendung von Flintenlaufgeschossen optimiert war, war die M&P vorwiegend für die Verwendung von Postenschrot vorgesehen.
Die M&P wurde mit phosphatierten Finish (innen und außen), 20 Zoll langem Lauf mit Zylinder- oder Vollchoke-Bohrung, geöltem Walnussholzschaft und Perlkorn aus Messing angeboten. Der Systemkasten ist ohne Rollgravur.
1967 wurde die Ithaca Gun Company an eine Investorengruppe verkauft; unter dem neuen Mutterkonzern, der General Recreation, Inc. setzte die Ithaca Gun Company ihre Arbeit fort und brachte laufend neue Versionen der Model 37 heraus.
Ab 1968 wurde die M&P auch mit vergrößertem Magazin für acht Schuss angeboten. Ab 1976 wurde die M&P auch mit matt verchromtem Finish angeboten.
1981 fügte die Ithaca Gun Company ihrer Produktpalette eine weitere Version der M&P hinzu. Diese neue Version hatte anstelle des Holzkolbens einen Pistolengriff und einen Vorderschaft aus schwarzem Kunststoff. Sie wurde als „Hand Grip“ bezeichnet.
Im selben Jahr kam auch die „Stakeout“ heraus, die man als Variante der M&P betrachten kann. Die Stakeout hatte einen nur 13¼ Zoll langen Lauf; im Kaliber 20 bestand der Systemkasten nicht aus Stahl, sondern aus Aluminium. 1982 kam die Stakeout auch mit matt verchromten Finish auf den Markt; der Vorderschaft wurde mit einem kurzen Webriemen versehen, der verhinderte, dass die Hand des Schützen beim Repetiervorgang abrutschen und vor die Mündung gelangen konnte.
1982 erschien das im Bild gezeigte Modell 37 Bear Stopper, die der Werbung nach zum Schutz vor Grizzlybären gedacht war.
1987 erwarb die Ithaca Aquisition Corporation die ehemalige Ithaca Gun Company, die mit ihrem Mutterkonzern bankrottgegangen war. Teile der alten Produktpalette gingen wieder in die Fertigung, allerdings jetzt als Model 87.

## Konstruktion
Die Model 37 hat nur eine große Öffnung im Systemkasten. Es gibt kein separates Auswerferfenster – die Hülsen werden durch die Ladeöffnung in der Unterseite des Systemkastens ausgeworfen. Hierdurch wird das Gehäuse weniger geschwächt als bei üblichen Konstruktionen und die Waffe ist sowohl für Rechts- als auch für Linkshänder geeignet.
Durch diese Konstruktion konnte der Systemkasten etwas leichter ausfallen als üblich; zudem ist ein erheblicher Teil des Holzkolbens ausgehöhlt, um Gewicht zu sparen.
Die Verriegelung erfolgt dadurch, dass der Verschlussblock beim Erreichen der vordersten Stellung aus der Waagerechten gekippt wird; das hintere Ende des Verschlusses tritt in eine Nut in der Decke des Gehäuses ein und stützt den Verschluss ab.
Der Lauf lässt sich leicht und ohne Werkzeug demontieren, um ihn zu reinigen oder auszutauschen. Hierzu wird die Abschlusskappe der Magazinröhre soweit nach hinten geschraubt, dass ein in ihrer Stirnfläche befindlicher Stift aus einer Bohrung in der Rückseite des Hakens unter dem Lauf (barrel lug) tritt. Der Lauf kann dann nach einer Vierteldrehung um seine Längsachse aus dem Gehäuse gezogen werden.